# Lamentazioni di Geremia

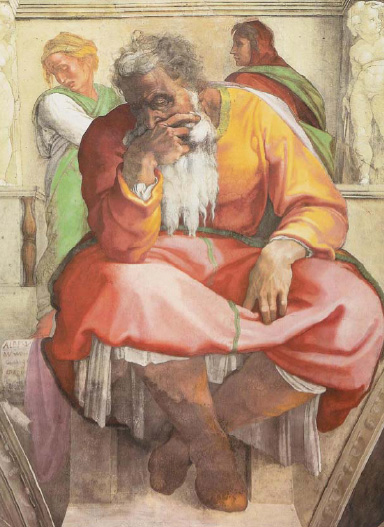
Ritratto di Geremia di Michelangelo nella Cappella Sistina.

Le Lamentazioni di Geremia, nel testo biblico del Libro delle Lamentazioni, attribuito al profeta Geremia,  predicano la necessità di un ritorno alla fedeltà all'alleanza, condannando aspramente le pratiche idolatre, i frequenti soprusi dei forti contro i deboli, l'osservanza ipocrita e superficiale dei rituali.

## Le lamentazioni e la musica
Nel Canto gregoriano e, poniamo, nelle Lamentazioni di Geremia, troviamo «l'esempio che può dirsi di trapasso tra la musica vera e propria e la declamazione».
Nel tempo, successivamente, versioni musicali delle lamentazioni sono state composte da diversi musicisti.

### Thomas Tallis
Thomas Tallis compose due famose lamentazioni. Create per 5 voci, dimostrano un sofisticato uso dell'imitazione ma non sono altrettanto valide dal punto di vista dell'espressività.
Così come altri compositori, Tallis compose Incipit Lamentatio e De Lamentatione; le lettere ebraiche che iniziano ogni verso, (Aleph, Beth per il primo pezzo e Gimel, Daleth e Heth per il secondo), ed il ritornello conclusivo Ierusalem, Ierusalem ... (Gerusalemme, Gerusalemme, torna nuovamente al Signore Dio tuo) enfatizzano il sobrio e melanconico effetto dei pezzi. I due pezzi di Tallis usano dei versi in successione ma le due composizioni sono assolutamente indipendenti una dall'altra, anche se vengono spesso eseguite una dopo l'altra. I compositori sono liberi di usare i versi che preferiscono visto che il ruolo liturgico di questi pezzi è ormai perso.

### William Byrd
I lavori di William Byrd vengono eseguiti molto raramente, nonostante l'importanza di questo compositore, non soltanto perché compose questi lavori all'età di venti anni quando non aveva ancora una grande esperienza di composizione, ma anche perché le copie pervenuteci non riportano la parte vocale delle composizioni stesse.

### Francesco Antonio Vallotti
Francesco Antonio Vallotti, teorico dell'armonica e del contrappunto che influì in maniera evidente nel mondo della musica sacra, mise più volte in musica le Lamentazioni negli anni '30-'40 del 1700. Alcune impegnano un organico strumentale ampio mentre altre sono composte per voce, violoncello obbligato e basso continuo. Alcuni di questi lavori sono mostrano appieno le doti compositive di questo autore, oggi raramente ricordato e pressoché solo per le sue teorie e non per la sua musica.

### Igor Stravinskij
Igor' Fëdorovič Stravinskij scrisse nel 1958 Threni, id est Lamentationes Jeremiae Prophetae una Cantata per soli, coro misto e orchestra, basandosi su alcuni versetti  delle Lamentazioni di Geremia, in particolare ha usato alcuni frammenti tratti dalla prima, terza e quinta Elegia così come indicati nel testo della Vulgata: De Elegia Prima, De Elegia Tertia (Querimonia, Sensus Spei, Solacium), De Elegia Quinta.

### Altri
Altri lavori sono quelli di Orlando di Lasso, Bartolomeo Tromboncino, Tomàs Luis de Victoria e Pierluigi da Palestrina.
Esempio più tardo è la tradizione francese delle Leçons de Ténèbres, fra le quali spiccano per bellezza e profondità espressiva quelle pour le Mercredi di François Couperin (1668-1733), senza dimenticare le numerose scritte da Marc-Antoine Charpentier (1636-1704). Notevole la serie composta da Jan Dismas Zelenka (1679-1745). 
Fra le musiche di questo tipo composte nel XX secolo si ricorda la sinfonia N.1 Sinfonia Geremia di Leonard Bernstein, dove nel III tempo un mezzosoprano canta alcuni versi tratti dalle Lamentazioni.